# Get Happy!!
Get Happy!! è il quarto album in studio di Elvis Costello, pubblicato nel 1980; è il suo terzo con il gruppo The Attractions.

## Accoglienza
Ha raggiunto la undicesima posizione della lista dei 100 migliori album degli anni '80 secondo Rolling Stone.
| Recensione | Giudizio |
| ---------- | -------- |
| AllMusic   |          |

## Tracce
Tutte le tracce sono state scritte da Elvis Costello tranne dove indicato.
1. Love for Tender – 1:57
2. Opportunity – 3:13
3. The Imposter – 1:58
4. Secondary Modern – 1:58
5. King Horse – 3:01
6. Possession – 2:03
7. Men Called Uncle – 2:17
8. Clowntime Is Over – 2:59
9. New Amsterdam – 2:12
10. High Fidelity – 2:28
11. I Can't Stand Up For Falling Down (Homer Banks, Allen Jones) – 2:06
12. Black & White World – 1:56
13. 5ive Gears in Reverse – 2:38
14. B Movie – 2:04
15. Motel Matches – 2:30
16. Human Touch – 2:30
17. Beaten to the Punch – 1:49
18. Temptation – 2:33
19. I Stand Accused (Tony Colton, Ray Smith) – 2:21
20. Riot Act – 3:35

## Formazione
- Elvis Costello - voce, chitarra, organo in Possession, tutti gli strumenti in New Amsterdam
- Steve Nieve - piano, organo
- Bruce Thomas - basso, armonica in I Stand Accused
- Pete Thomas - batteria

## Classifiche
- Official Albums Chart (Regno Unito) - #2[4]
- Billboard 200 (Stati Uniti) - #11[5]

## Certificazioni
- British Phonographic Industry (Regno Unito) - disco d'oro (oltre 100 000 copie)[6]
- Music Canada (Canada) - disco d'oro (oltre 50.000)[7]